# Edwaert Collier

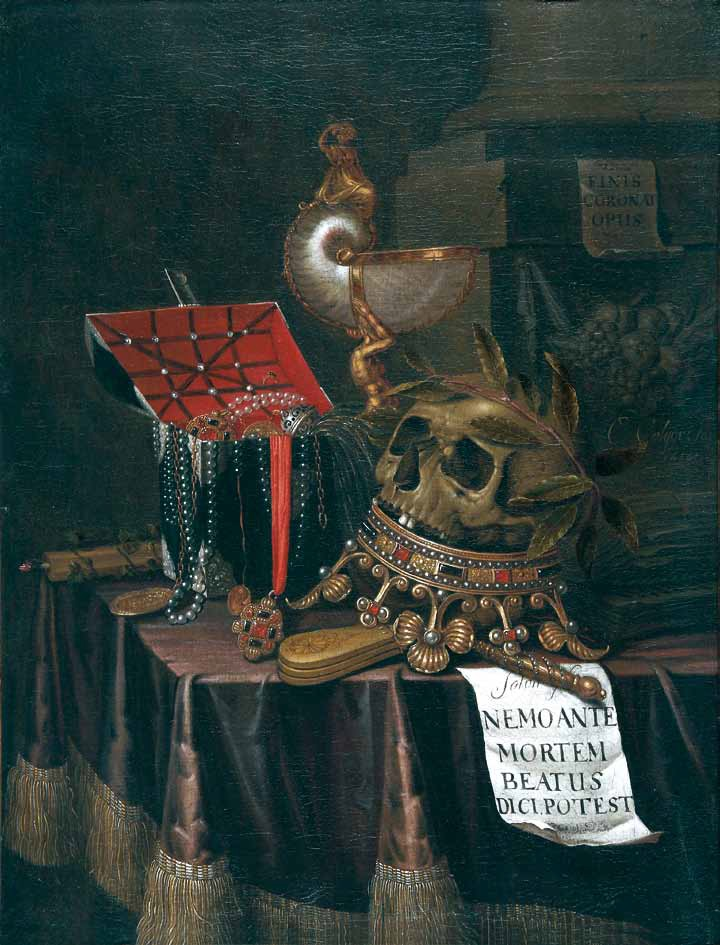
Vanitas amb calavera coronada, signat «I.Colyer fe,/1689», oli sobre llenç, 47 x 36,3 cm, col·lecció privada.

Edwaert Collier, també anomenat Evert i Edward Collyer, (Breda, 29 de gener de 1642 – Londres, 1708) fou un pintor barroc neerlandès especialitzat en la pintura de bodegons, vanitas i artificis.

## Biografia
Fill de Joses Calier i Elsken Engelberts, va ser batejat a Breda com Evert Calier el 26 de gener de 1642. S'ignora qui fou el seu mestre però és probable que es formés a Haarlem, on el 1663 es va registrar en el Gremi de Sant Lluc. Va treballar principalment a Leiden, on va contreure matrimoni pel que sembla fins a tres vegades i va fixar la seva residència des de 1667 fins a 1706, amb algunes interrupcions entre 1686 i 1691, quan és probable que visqués a Amsterdam, i entre 1693 i 1702, anys en els quals, si s'ha de jutjar per algunes obres signades, hauria residit a Londres, on va tornar definitivament abans del 21 de desembre de 1706. Va ser enterrat allí el 9 de setembre de 1708, a l'església de Saint James de Piccadilly.

## Obra

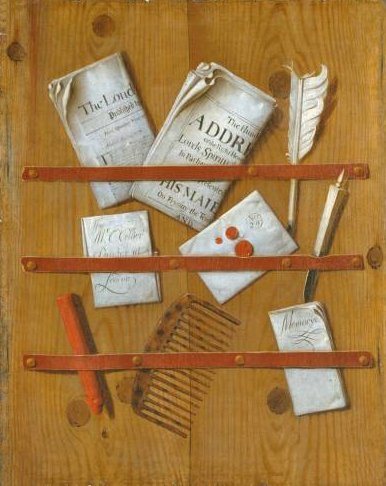
Artifici amb diaris, cartes i objectes d'escriptori sobre una taula, oli sobre llenç, 58,8 x 46,2 cm, Tate.

La seva molt abundant producció, influïda per Pieter Claesz i Vincent Laurensz. van der Vinne, se centra gairebé exclusivament en les natures mortes de gènere vanitas, com la primera de les seves obres coneguda, conservada en el Rijksmuseum d'Amsterdam, amb got cerimonial, globus terraqüis, corones i medalles, signada i datada el 1662, i els taulers d'artifici, sovint amb textos escrits en anglès i reproduccions de gravats, com l'Artifici amb diaris, cartes i objectes d'escriptori de la col·lecció Tate.